# Кальво-Сотело и Бустело, Леопольдо
Леопо́льдо Ка́льво-Соте́ло и Бусте́ло, 1-й маркиз де Риа Рибадео (исп. Leopoldo Calvo-Sotelo y Bustelo; 14 апреля 1926, Мадрид — 3 мая 2008, Мадрид) — испанский политический деятель, председатель правительства Испании с февраля 1981 по декабрь 1982 года.

## Биография

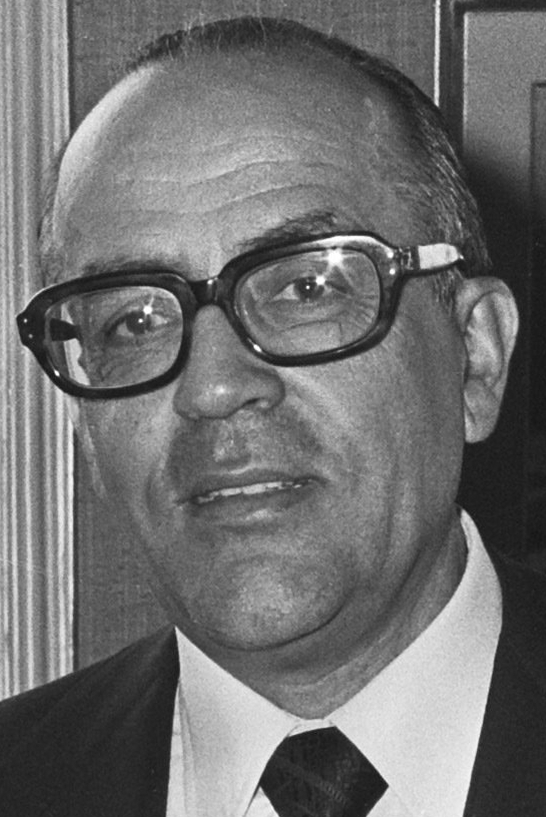
1978 год

Племянник министра финансов Испании Хосе Кальво Сотело и литератора Хоакина Кальво Сотело.
В 1951 году окончил Мадридское высшее техническое училище. В 1960 году защитил докторскую диссертацию в Мадридском политехническом университете. Начиная с 1967 года занимал различные руководящие посты в железнодорожном концерне Renfe.
В 1971 по 1975 годы — депутат парламента как представитель предпринимателей химической промышленности.
В 1975 году, после смерти Франко, в качестве министра торговли вошел в состав первого монархического правительства, возглавляемого Ариасом Наварро.
С июля 1976 года — министр в правительстве Адольфо Суареса. Оставил свой пост для подготовки к первым демократическим выборам (1977) и занялся организацией новой партии, Союза демократического центра, которую возглавил Суарес.
В 1977—1978 годах — руководитель парламентской фракции Союза демократического центра.
в 1978—1979 годах — министр по связям с Европейским экономическим сообществом,
в 1980—1981 годах — вице-премьер-министр по экономическим вопросам.
В 1981—1982 годах — премьер-министр Испании.
После отставки Суареса кандидатура Кальво-Сотело была выдвинута на должность председателя Правительства Испании. 23 февраля 1981 года, когда в парламенте проходило голосование по его кандидатуре, в зал заседаний ворвалась группа военных во главе с подполковником Антонио Техеро. Но попытка военного переворота провалилась, и 25 февраля 1981 года Кальво-Сотело был избран председателем Правительства Испании.
В период его пребывания в должности главы правительства Испания официально вступила в НАТО, был принят закон о разводах, одобрено новое административно-территориальное деление страны на автономные области. После поражения Союза демократического центра на парламентских выборах 1982 года оставил свою должность.
В 1983 году был избран членом Парламентской ассамблеи Совета Европы, а в 1986 — депутатом Европарламента.

## Награды
| Страна  | Дата                             | Награда                 | Награда                   |
| ------- | -------------------------------- | ----------------------- | ------------------------- |
| Испания | 2 декабря 1982 —                 | Кавалер цепи            | ордена Гражданских заслуг |
| Испания | 1 апреля 1969 — 2 декабря 1982   | Кавалер Большого креста | ордена Гражданских заслуг |
| Испания | 26 февраля 1981 — 2 декабря 1982 | Великий канцлер         | ордена Карлоса III        |
| Испания | 3 мая 2008 (посмертно)           | Кавалер цепи            | ордена Карлоса III        |
| Испания | 23 мая 1977 —                    | Кавалер Большого креста | ордена Карлоса III        |